# Südliche Kurzschwanzspitzmaus

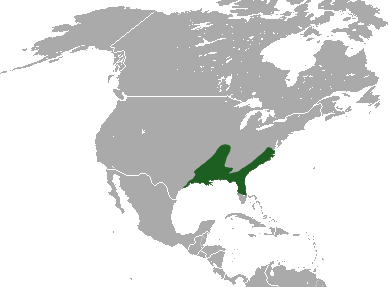
Verbreitungsgebiet der Südlichen Kurzschwanzspitzmaus

Die Südliche Kurzschwanzspitzmaus (Blarina carolinensis) ist ein Säugetier in der Gattung der Amerikanischen Kurzschwanzspitzmäuse, das im Südosten der Vereinigten Staaten verbreitet ist. Einzelne Abhandlungen führten sie als Unterart der Nördlichen Kurzschwanzspitzmaus (Blarina brevicauda).

## Merkmale
Die Art ist mit einer Gesamtlänge von 84 bis 107 mm, inklusive eines 15 bis 26 mm langen Schwanzes sowie mit einem Gewicht von 5,5 bis 10 g etwas kleiner als andere Gattungsmitglieder. Je nach Population ist das Fell der Oberseite schwärzlich bis sepiabraun, während die Unterseite etwas heller ist. Die drei Schneidezähne, der Eckzahn und der erste Prämolar pro Seite im Oberkiefer besitzen eine Spitze. Im Gegensatz zur Nördlichen Kurzschwanzspitzmaus ist der fünfte einspitzige Zahn von vorn nicht sichtbar. Im Oberkiefer sind zwei weitere prämolare und drei molare Zähne pro Seite vorhanden. Eine Seite des Unterkiefers enthält einen Schneidezahn, einen Eckzahn, einen Prämolar und drei molare Zähne. Alle Zähne sind rötlich gefärbt. Der behaarte Schwanz ist oberseits leicht abgeplattet und unterseits etwas heller. Die fünf Finger und fünf Zehen der Vorder- bzw. Hinterpfoten besitzen scharfe gebogene Krallen.

## Verbreitung
Das Verbreitungsgebiet reicht vom Süden Illinois und Südosten Missouris bis in den Osten von Texas und nach Alabama sowie weiter in einem breiten Streifen entlang der Küste nach Florida und in den Süden Virginias. Diese Spitzmaus hält sich im Flachland und in mittleren Gebirgen auf. Sie bevorzugt feuchte Landschaften und kann in Laubwäldern, auf Grasflächen, in Galeriewäldern sowie in Wäldern, die von Eichen, Kiefern und Wacholder dominiert sind, angetroffen werden. Günstige Faktoren sind eine hohe Laubschicht und umgestürzte Bäume.

## Lebensweise
Die Südliche Kurzschwanzspitzmaus legt ihr Nest vermutlich unter Baumstümpfen oder unter Ästen, die auf dem Boden liegen, an. Die Tiere weben den Bau aus Gräsern, Blättern und Wurzeln. Es wird angenommen, dass mehrere Exemplare ein Nest nutzen. Für die Art wurde eine durchschnittliche Reviergröße von 0,96 Hektar ermittelt. Sie entfernt sich bis zu 603 Meter von ihrem Nest. Die Nahrung besteht aus unterschiedlichen Wirbellosen, die wahrscheinlich mit giftigem Speichel betäubt werden. Die Art frisst gelegentlich Pflanzenteile. In der Fortpflanzungszeit zwischen Frühjahr und Sommer kommen bei Weibchen bis zu drei oder selten mehr Würfe vor. Nach 21 bis 30 Tagen Trächtigkeit enthält ein Wurf fünf bis sieben Neugeborene. Die Lebenslänge übersteigt selten zwei Jahre.

## Gefährdung
Die IUCN listet die Art als nicht gefährdet (least concern) da keine Bedrohungen vorliegen und die Population als stabil eingeschätzt wird.